# Arnold Stang
Arnold Stang (Nova Iorque, 28 de setembro de 1918 - Newton, 20 de dezembro de 2009) foi um ator cômico e dublador estadunidense. Na dublagem ficou conhecido pelo icônico personagem Top Cat de Hanna-Barbera. Stang faleceu aos 91 anos vítima de uma pneumonia.

## Filmografia parcial
Inclui todos os filmes, mas exclui curtas e filmes de TV
- My Sister Eileen (1942) como Jimmy (sem créditos)
- Seven Days' Leave (1942) como Bitsy Slater
- They Got Me Covered (1943) como Drugstore Boy (sem créditos)
- Let's Go Steady (1945) como Chet Carson
- So This Is New York (1948) como Western Union Clerk
- Two Gals and a Guy (1951) como Bernard
- The Man with the Golden Arm (1955) como Sparrow
- Alakazam the Great (1960) como Lulipopo (voz na versão em inglês)
- Dondi (1961) como Peewee
- The Wonderful World of the Brothers Grimm (1962) como Rumpelstiltskin
- It's a Mad, Mad, Mad, Mad World (1963) como Ray, coproprietário da estação de serviço
- Second Fiddle to a Steel Guitar (1965) como Jubal A. Bristol
- Pinocchio in Outer Space (1965) como Nurtle the Turtle (voz)
- Skidoo (1968) como Harry
- Hello Down There (1969) como Jonah
- Hercules in New York (1970) como Pretzie
- Marco Polo Junior Versus the Red Dragon (1972) como The Delicate Dinosaur (voz)
- Raggedy Ann & Andy: A Musical Adventure (1977) como Queasy (voz)
- I Go Pogo (1980) como Churchy LaFemme (voz)
- Ghost Dad (1990) como Mr. Cohen, elderly paciente
- Dennis the Menace (1993) como fotografo